# 에제이 칸
에제이 칸 (ᠡᠷᠬᠡ ᠬᠣᠩᠭᠣᠷ, 額哲汗, Эрх Хонгор, 1622년? ~ 1641년 3월 4일 혹은 1661년 3월 4일, 재위: 1634년 ~ 1635년) 혹은 에제이 콩고르(額哲 孔果爾 Эрх Хонгор)은 몽골 제국과 북원 최후의 보르지긴 대칸이다. 청나라에 항복한 이후에는 차하르 친왕에 봉해졌고, 차하르부의 당주로 남았다. 에리그(額爾克), 에리그 콩고르(額爾克 孔果爾)로도 불린다.
그를 마지막으로 몽골제국과 북원은 영원히 사라지게 되었다. 1911년 복드 칸 등이 독립하게 될 때까지, 몽골 대칸의 칭호는 청나라 홍타이지부터 이후의 청나라 황제들이 계승하게 된다.

## 생애
그는 링단 칸과 수타이 태후(蘇泰太后)의 아들이며, 에제이는 몽골어로 권리, 오른쪽, 올바름을 뜻하며, 콩고르는 자기, 자신을 뜻한다. 링단 카안의 장남이며, 낭낭태후 소생 아부나이의 이복 형이다. 수타이 태후는 여허(Yehe, 葉赫) 추장 긴타이시(Gintaisi, 金台石)의 손녀로, 데르케르의 딸이다. 후금의 누르하치의 첩 중 1명인 몽고저저(Monggojeje, 孟古哲哲) 효자고황후(孝慈高皇后)는 여허부 추장 양기누(Yangginu, 楊吉砮)의 딸이자 긴타이시의 누이였다.
1634년 8월 7일 아버지 링단 칸이 티베트 원정을 가던 중 칭하이에서 갑작스러운 두통, 혹은 천연두로 사망했다. 17세기 초까지부터 대칸의 권력은 점점 약해지기 시작했다. 아버지 링단 칸은 칸을 자처하는 투메드부를 멸망시키고, 차하르에 비호의적이던 하르친부 왕공들을 정벌했다. 이들은 모두 후금의 누르하치에게 귀순한다.
링단 칸이 죽고 난 1634년, 에제이 칸과 그의 어머니는 1635년 2월 만주기병대 1만 명의 기습으로 인해 둘러쌓이게 된다. 세첸칸부의 슈루이는 링단 칸의 카툰에게 자신에게 귀순할 것을 요청, 압력을 가했다.
1635년 2월 토리투(托里圖)에 머무르던 그와 그의 어머니, 계모 낭낭태후 등은 청나라군에 항복하여 홍타이지에게 원나라대부터 전해진 전국새의 옥새와 대칸의 칭호를 바치게 된다. 이후 홍타이지로부터 진왕 혹은 고륜액부친왕(固倫額駙親王) 혹은 차하르 친왕(察哈爾亲王)의 작위를 받는다. 그리고 진왕의 작위는 그가 죽고 난 1661년 동생 아부나이에게 상속된다. 하지만 아부나이는 공개적으로 청나라 황실에 대한 불만을 표출하고 만주족 황실 행사에 참여를 거부하다가 1669년, 강희제에 의해 선양에 유폐된다.
어떠한 이유에서였는지 그는 만주에서 탈출하려던 도중에 그들에게 붙잡혔다. 청 태종 홍타이지의 딸이자 효단문황후 보르지키트씨 철철 소생 고륜온장장공주 마가다 혹은 아비다와 결혼했다. 효단문황후의 친정 역시 보르지긴 씨족으로, 카라친부 출신이며 친정아버지 망구스는 칭기즈 칸의 동생 주치 카사르의 17대손이었다. 1661년 병으로 죽었다.

### 사후
청 태종 홍타이지는 그의 장례에 친왕의 의장을 하사하였으며, 몽골의 예로 라마 독경하게 명령하였고, 중국 승려를 불러 운구를 호송하게 하였다.
그의 작위는 그의 동생 아부나이에게 같은 해 9월에 상속된다. 후일 아부나이는 청나라 황실에 고분고분하지 않았다는 이유로 선양에 감금당한다. 작위는 아부나이의 아들 보르니에게 주어졌다. 아부나이의 아들인 보르니가 청 황실에 대한 불만을 표출하지 않게 하기 위하였지만, 결국 1675년, 그의 동생 루브증과 반란을 일으켰다. 그러나 차하르 이외에 다른 몽골족까지 가세할거라고 믿었으나 모든 몽골족들은 등을 돌렸고 이로써 봉기는 실패하게 된다. 이것으로 몽골은 청나라에 완전히 정복되었다.
몽골 북할하부 또는 외할하부의 3칸부(투시예드 칸부, 세첸칸부, 자사그투 칸부)는 자신들이 정통성을 이은 몽골의 지도자로 생각했다. 이들은 1691년 준가르 칸국과 강희제의 전쟁 중 양측의 압력을 받아 청나라의 속국이 될 때까지 형식적으로 청나라 조정에 조공을 보내고 자립을 형성했다.
| 전임 링단 칸 | 제41대 몽골 제국 대칸 1634년 8월 27일 - 1635년 2월 26일 | 후임 북원 멸망 (청 태종 숭덕제 홍타이지) 복드 칸 (몽골 대칸) |

| 전임 링단 칸 | 제26대 북원 황제 1634년 8월 27일 - 1635년 2월 26일 | 후임 북원 멸망 (청 태종 숭덕제 홍타이지) 복드 칸 (몽골 대칸) |

| 전임 링단 칸 | 제6대 몽골 차하르부의 칸 1634년 8월 27일 - 1635년 5월 27일 | 후임 북원 멸망 (청 태종 숭덕제 홍타이지) 차하르 친왕 |

| 전임 (신설) | 제1대 청나라 차하르친왕 1636년 5월 27일 ~ 1641년 3월 4일 | 후임 아부나이 |

| 전임 링단 칸 | 몽골 제국의 통치자 1634년 - 1635년 | 후임 곤포도르지 (투시예드 칸부) 슈루이 (세첸칸부}) 수바다이 (자사그투칸부) 옴부 에르데니 칸 (알탄 칸부) |

## 같이 보기
- 청사고